# Bergonne
 Bergonne  es una población y comuna francesa, situada en la región de Auvernia, departamento de Puy-de-Dôme, en el distrito de Issoire y cantón de Issoire.

## Demografía
| 301 | 208 | 301 | 319 | 325 | 343 | 271 | 323 | 337 | 347 | 323 | 277 | 287 | 296 | 281 | 290 | 291 | 260 | 249 | 222 | 194 | 190 | 175 | 188 | 158 | 176 | 175 | 242 | 220 | 275 | 362 | 333 | 373 | 364 |
| Para los censos de 1962 a 1999 la población legal corresponde a la población sin duplicidades (Fuente: INSEE [Consultar]) |     |     |     |     |     |     |     |     |     |     |     |     |     |     |     |     |     |     |     |     |     |     |     |     |     |     |     |     |     |     |     |     |     |